# لیلیدیل (مینه‌سوتا)
لیلیدیل، مینه‌سوتا (به انگلیسی: Lilydale, Minnesota) یک شهر در ایالات متحده آمریکا است که در شهرستان داکوتا واقع شده‌است.

## خصوصیات
لیلیدیل ۲٫۲۵ کیلومترمربع مساحت و ۶۲۳ نفر جمعیت دارد و ۲۱۴ متر بالاتر از سطح دریا واقع شده‌است.